# Michał Łubniewski
Michał Marek Łubniewski (20 de octubre de 1993) es un deportista polaco que compite en piragüismo en la modalidad de aguas tranquilas.
Ganó seis medallas en el Campeonato Mundial de Piragüismo entre los años 2017 y 2021, y tres medallas en el Campeonato Europeo de Piragüismo, en los años 2018 y 2021.

## Palmarés internacional
| Campeonato Mundial | Campeonato Mundial          | Campeonato Mundial | Campeonato Mundial |
| Año                | Lugar                       | Medalla            | Competición        |
| ------------------ | --------------------------- | ------------------ | ------------------ |
| 2017               | Račice (República Checa)    | Medalla de plata   | C2 200 m           |
| 2018               | Montemor-o-Velho (Portugal) | Medalla de plata   | C2 200 m           |
| 2018               | Montemor-o-Velho (Portugal) | Medalla de bronce  | C2 500 m           |
| 2019               | Szeged (Hungría)            | Medalla de plata   | C2 200 m           |
| 2021               | Copenhague (Dinamarca)      | Medalla de plata   | C4 500 m           |
| 2021               | Copenhague (Dinamarca)      | Medalla de plata   | C2 200 m mixto     |
| Campeonato Europeo |                             |                    |                    |
| Año                | Lugar                       | Medalla            | Competición        |
| 2018               | Belgrado (Serbia)           | Medalla de bronce  | C2 200 m           |
| 2018               | Belgrado (Serbia)           | Medalla de bronce  | C4 500 m           |
| 2021               | Poznań (Polonia)            | Medalla de plata   | C2 200 m           |